# Ian Whyte

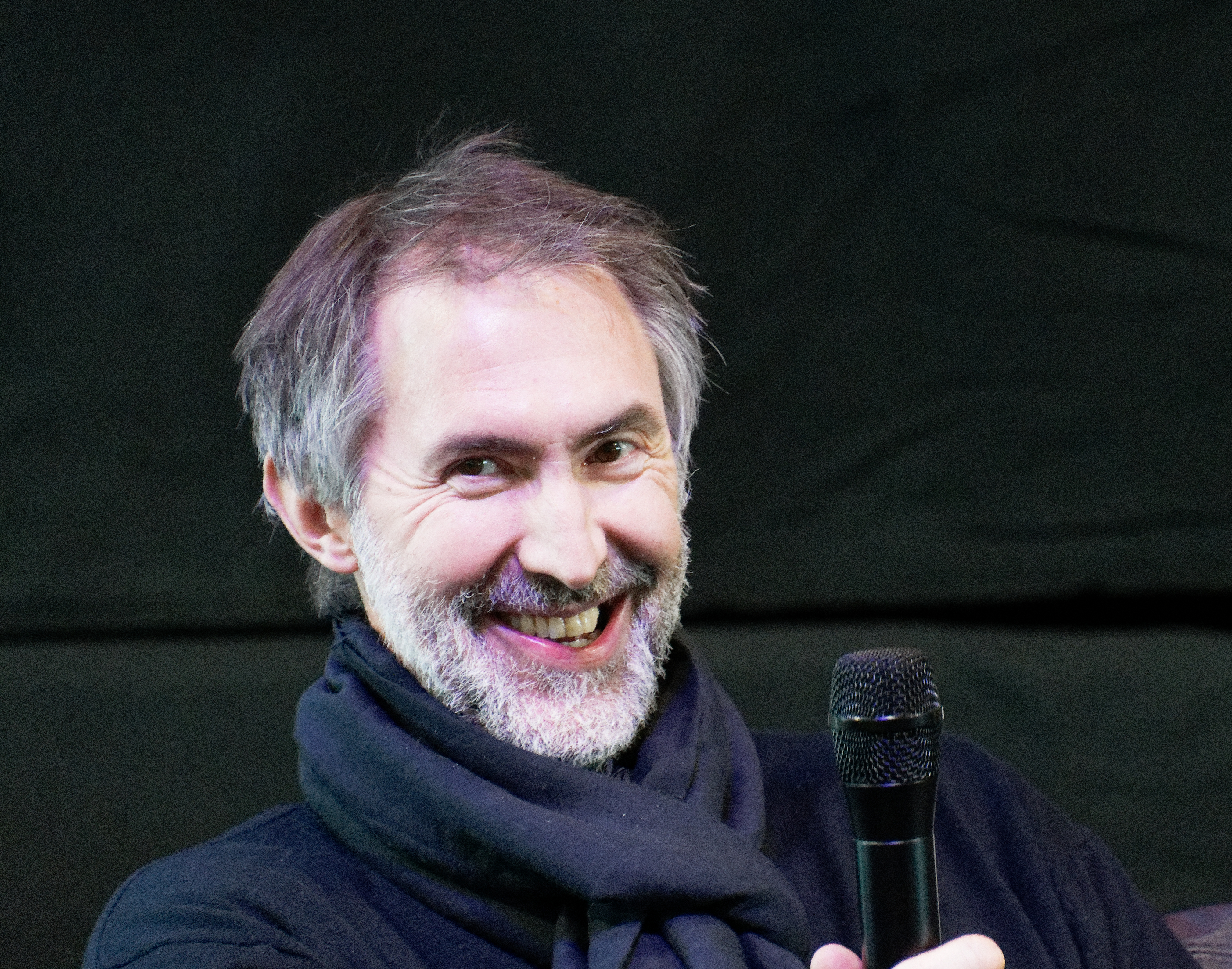
Ian Whyte (2024)

Ian Whyte (* 17. September 1971 in Bangor, Nordwales) ist ein walisischer Schauspieler und Stuntman.

## Leben
Vor seiner Film- und Fernsehkarriere war Whyte, der eine Körpergröße von 2,16 Meter hat, als professioneller Basketballspieler tätig und spielte für die Newcastle Eagles.
Bekannt ist Whyte besonders durch die Filme Alien vs. Predator und dessen Fortsetzung, in welchen er jeweils einen der Predatoren verkörperte. 2012 spielte er in Ridley Scotts Prometheus – Dunkle Zeichen in einer Nebenrolle den letzten Konstrukteur.
2012 war Whyte in drei Folgen der zweiten Staffel der Fantasyserie Game of Thrones als Ser Gregor „der Berg“ Clegane zu sehen. Der Hüne wurde schon vorher von Conan Stevens gespielt, ab der vierten Staffel übernahm Hafþór Júlíus Björnsson die Rolle. Zuvor verkörperte er schon in der ersten Staffel im Prolog einen der Weißen Wanderer. In der dritten Staffel von Game of Thrones war er erneut kurz als ein Weißer Wanderer zu sehen, seine Figur wurde allerdings in der gleichen Folge von Samwell Tarly (John Bradley-West) mit einem Dolch aus Drachenglas getötet. Von Staffel 3 bis 6, sowie 7 und 8, spielte er außerdem die Riesen Dongo und Wun Wun, respektive einen Untoten-Riesen.

## Filmografie
- 2004: Alien vs. Predator
- 2005: Harry Potter und der Feuerkelch (Harry Potter and the Goblet of Fire)
- 2007: Aliens vs. Predator 2 (Aliens vs. Predator: Requiem)
- 2009: Solomon Kane
- 2009: Dragonball Evolution
- 2010: Outcast
- 2010: Kampf der Titanen (Clash of the Titans)
- 2011–2019: Game of Thrones (Fernsehserie, verschiedene Rollen, 16 Episoden)
- 2012: Prometheus – Dunkle Zeichen (Prometheus)
- 2013: Harrigan
- 2014: Hercules
- 2014: Blood Moon
- 2015: The Scorpion King 4 – Der verlorene Thron (The Scorpion King 4: Quest for Power)
- 2015: Star Wars: Das Erwachen der Macht (Star Wars: The Force Awakens)
- 2016: Rogue One: A Star Wars Story
- 2017: Star Wars: Die letzten Jedi (Star Wars: The Last Jedi)
- 2020: The Reckoning
- 2021: Die Bande aus der Baker Street (The Irregulars)
- 2022: The Northman
- 2022: Andor (Fernsehserie)
- 2024: Ghostbusters: Frozen Empire